# Zabit Səmədov
Zabit Səmədov (Gardabani, 21 giugno 1984) è un kickboxer azero.

## Carriera
È stato reclutato dalla organizzazione di arti marziali K-1 dopo aver conseguito numerosi titoli in vari eventi tra il 2004 e il 2006. Nel 2007, è diventato finalista del K-1 World Grand Prix a Las Vegas. Poco dopo, è stato annunciato che Səmədov è risultato positivo per Stanozolol, uno steroide anabolizzante. Nonostante ciò, le autorità dell'organizzazione K-1 non hanno deciso di sospendere l'Azerbaigian.
Nell'aprile 2008, Səmədov è arrivato secondo nel K-1 World Grand Prix di Amsterdam. In finale è stato sconfitto da Errol Zimmerman. A novembre, ha gareggiato contro Tyrone Spong per il campionato It's Showtime nella categoria fino a 95 kg. Ha perso per decisione unanime dopo 5 round.
Səmədov ha combattuto al K-1 World Grand Prix 2009 a Łódź dove ha battuto Mindaugas Sakalauskas, Raul Catinas e Sergei Lascenko per arrivare finalmente alla finale 16. Qui, alla finale del WGP 16 della K-1, è stato eliminato da Badr Hari.
Il 15 marzo 2013, si è qualificato per la finale del K-1 WGP, ma ha perso nei quarti di finale contro Badr Hari per punti. Un terzo combattimento con Badr Hari si è svolto alla Legend Fight Show a Mosca, in Russia, il 25 maggio 2013. Səmədov ha vinto per KO al secondo turno.